# Fulgens sicut stella matutina
Fulgens sicut stella matutina ('Brilhando como a estrela da manhã'; Cântico dos Cânticos 6:10) é uma bula papal emitida pelo Papa Bento XII em Sorgues em 12 de julho de 1335, para iniciar uma reforma da Ordem Cisterciense, que havia sido fundada em 1119. A bula prescreveu quatro medidas: consolidação econômica dos conventos endividados, frequência obrigatória do capítulo geral com o pagamento das correspondentes contribuições anuais, endurecimento da disciplina dentro do mosteiro, e a reorganização dos estudos teológicos para os monges.
O Papa Bento havia sido um monge cisterciense e abade antes de se tornar bispo. A bula também é chamada de Benedictina em referência ao papa.

## Literatura
- Texto da bula em: Julien Paris, Hugues Séjalon (eds.): Nomasticon Cisterciense. Solesmes 1892, pp. 473–476. Na edição de 1664: pp. 586–614. (online)
- Louis Julius Lekai, Ambrosius Schneider (Hrsg.): Geschichte und Wirken der weißen Mönche. Der Orden der Cistercienser. Köln 1958, S. 37–38.
- Laetitia Boehm: Papst Benedikt XII. (1334–1342) als Förderer der Ordensstudien: Restaurator – Reformator – oder Deformator regularer Lebensform? In: Secundum regulam vivere. Festschrift for Norbert Backmund O. Praem, ed. Gert Melville, Poppe 1978.